# Ácido arsenioso
El ácido arsenioso, conocido también como ácido arsenoso, es un compuesto inorgánico de arsénico con la fórmula As(OH)3.  Se conoce el compuesto como su solución acuosa, pero no ha sido aislado como material puro, aunque este hecho no quita mérito a la fórmula As(OH)3.

## Propiedades
El As(OH)3 es una molécula piramidal que consiste en 3 grupos hidroxilo enlazados al arsénico.  El espectro RMN de 1H de las soluciones de ácido arsenioso consiste en una única señal consistente con la alta simetría de la molécula. En contraste, las especies de fósforo nominalmente relacionadas H3PO3 adoptan principalmente la estructura HPO(OH)2; P(OH)3 es un componente bastante menor de equilibrio en tales soluciones. Los diferentes comportamientos de los compuestos de As y P reflejan una tendencia a través de la cual los estados de alta oxidación son más estables para miembros ligeros de elementos del grupo principal que sus congéneres más pesados.

## Reacciones
La preparación de As(OH)3 involucra una hidrólisis lenta de trióxido de arsénico en agua. La adición de una base convierte el ácido arsenioso a los iones arsenito [AsO(OH)2]-, [AsO2(OH)]2-, y [AsO3]3-. La primera pKa es 9.2. Las reacciones atribuidas a trióxido de arsénico acuoso son debidas al ácido arsenioso y sus bases conjugadas.

## Toxicología
Los compuestos que contienen arsénico son altamente tóxicos y carcinógenos.  La forma anhídrida del ácido arsenioso, trióxido de arsénico, es usada como un herbicida, pesticida, y raticida.